# 山西蓝焰控股
山西蓝焰控股股份有限公司（深交所：000968，简称：蓝焰股份），原名太原煤气化股份有限公司（证券简称：煤气化），中煤能源集團旗下公司，是在1998年12月由太原煤炭气化（集团）有限责任公司、山西省经济建设投资公司、北京华煤工贸公司、中煤多种经营公司、四达矿业公司組成企業，主要業務煤炭综合利用和城市燃气事業、煤炭开采、洗选、炼焦、制气、煤化工产品生产、煤矸石发电供热、煤气表灶管制造和城市煤气输配、服务、管理等。現任董事長王良彦。
其主要資產嘉乐泉煤矿、炉峪口煤矿、东河煤矿、焦化厂、第二焦化厂、晋阳选煤厂、运销分公司、供销分公司、铁运公司、汽车运输公司十一个单位；拥有山西神州煤业有限责任公司、山西华南煤化有限公司、龙泉能源发展有限公司、北京金奥维科技有限公司、深圳神州投资发展公司、山西灵石华苑煤业有限公司六家控股公司。另外在1997年被中煤能源集團收購，並在2010年把旗下上市的太原煤气化股份有限公司併入上市公司中煤能源，被國務院批准。
2017年5月25日更名山西蓝焰控股股份有限公司。

## 外部連結
- 太原煤气化股份有限公司